# Pável Kulízhnikov
Pável Alexándrovich Kulízhnikov (en ruso: Павел Александрович Кулижников; Vorkutá, 20 de abril de 1994) es un deportista ruso que compite en patinaje de velocidad sobre hielo.
Ganó nueve medallas en el Campeonato Mundial de Patinaje de Velocidad sobre Hielo en Distancia Individual entre los años 2015 y 2021, y tres medallas de oro en el Campeonato Mundial de Patinaje de Velocidad sobre Hielo en Distancia Corta entre los años 2015 y 2019. Además, obtuvo seis medallas en el Campeonato Europeo de Patinaje de Velocidad sobre Hielo en Distancia Individual, en los años 2018 y 2020.

## Palmarés internacional
| Campeonato Mundial en Distancia Individual | Campeonato Mundial en Distancia Individual | Campeonato Mundial en Distancia Individual | Campeonato Mundial en Distancia Individual |
| Año                                        | Lugar                                      | Medalla                                    | Prueba                                     |
| ------------------------------------------ | ------------------------------------------ | ------------------------------------------ | ------------------------------------------ |
| 2015                                       | Heerenveen (Países Bajos)                  | Medalla de oro                             | 500 m                                      |
| 2015                                       | Heerenveen (Países Bajos)                  | Medalla de plata                           | 1000 m                                     |
| 2016                                       | Kolomna (Rusia)                            | Medalla de oro                             | 500 m                                      |
| 2016                                       | Kolomna (Rusia)                            | Medalla de oro                             | 1000 m                                     |
| 2019                                       | Inzell (Alemania)                          | Medalla de bronce                          | Velocidad por equipos                      |
| 2020                                       | Salt Lake City (Estados Unidos)            | Medalla de oro                             | 500 m                                      |
| 2020                                       | Salt Lake City (Estados Unidos)            | Medalla de oro                             | 1000 m                                     |
| 2021                                       | Heerenveen (Países Bajos)                  | Medalla de plata                           | 500 m                                      |
| 2021                                       | Heerenveen (Países Bajos)                  | Medalla de plata                           | 1000 m                                     |
| Campeonato Mundial en Distancia Corta      |                                            |                                            |                                            |
| Año                                        | Lugar                                      | Medalla                                    | Prueba                                     |
| 2015                                       | Astaná (Kazajistán)                        | Medalla de oro                             | Clasificación general                      |
| 2016                                       | Seúl (Corea del Sur)                       | Medalla de oro                             | Clasificación general                      |
| 2019                                       | Heerenveen (Países Bajos)                  | Medalla de oro                             | Clasificación general                      |
| Campeonato Europeo en Distancia Individual |                                            |                                            |                                            |
| Año                                        | Lugar                                      | Medalla                                    | Prueba                                     |
| 2018                                       | Kolomna (Rusia)                            | Medalla de oro                             | 1000 m                                     |
| 2018                                       | Kolomna (Rusia)                            | Medalla de oro                             | Velocidad por equipos                      |
| 2018                                       | Kolomna (Rusia)                            | Medalla de bronce                          | 500 m                                      |
| 2020                                       | Heerenveen (Países Bajos)                  | Medalla de oro                             | 500 m                                      |
| 2020                                       | Heerenveen (Países Bajos)                  | Medalla de oro                             | 1000 m                                     |
| 2020                                       | Heerenveen (Países Bajos)                  | Medalla de oro                             | Velocidad por equipos                      |